# UCI WorldTour 2019
El UCI WorldTour 2019 fue la novena edición del máximo calendario ciclista a nivel mundial bajo la organización de la UCI.
El calendario tuvo 38 carreras, las mismas carreras que la edición anterior más los Tres Días de Brujas-La Panne. Comenzó el 15 de enero con la disputa del Tour Down Under en Australia y finalizó el 22 de octubre con el Tour de Guangxi en la República Popular China.

## Equipos
Véase UCI WorldTeam
Para el 2019 los equipos UCI WorldTeam fue 18, igual número que la edición anterior. Para esta temporada en la máxima categoría cambiaron de nombre por ingreso de nuevos patrocinadores los equipos Deceuninck-Quick Step y el Team Jumbo-Visma. Así mismo, el equipo BMC Racing Team desapareció como equipo, y en su reemplazo con la licencia ingresó el nuevo equipo CCC Team. En mayo, el Team Sky cambió su nombre a Team INEOS.
| Código UCI | Equipo                              |
| ---------- | ----------------------------------- |
| ALM        | Ag2r La Mondiale                    |
| AST        | Astana Pro Team                     |
| TBM        | Bahrain Merida Pro Cycling Team     |
| BOH        | Bora-Hansgrohe                      |
| CPT        | CCC Team                            |
| DQT        | Deceuninck-Quick Step               |
| EF1        | EF Education First Pro Cycling Team |
| GFC        | Groupama-FDJ                        |
| LTS        | Lotto Soudal                        |
| MTS        | Mitchelton-Scott                    |
| MOV        | Movistar Team                       |
| TDD        | Team Dimension Data                 |
| INS        | Team INEOS                          |
| TJV        | Team Jumbo-Visma                    |
| TKA        | Team Katusha-Alpecin                |
| SUN        | Team Sunweb                         |
| TFS        | Trek-Segafredo                      |
| UAD        | UAE Team Emirates                   |

## Carreras
| UCI World Tour 2019             | UCI World Tour 2019     | UCI World Tour 2019               | UCI World Tour 2019  | UCI World Tour 2019 |
| Fecha                           | País                    | Carrera                           | Ganador              |                     |
| ------------------------------- | ----------------------- | --------------------------------- | -------------------- | ------------------- |
| 15 – 20 de enero                | Australia               | Tour Down Under                   | Daryl Impey          |                     |
| 27 de ene                       | Australia               | Cadel Evans Great Ocean Road Race | Elia Viviani         |                     |
| 24 de febrero – 2 de marzo      | Emiratos Árabes Unidos  | UAE Tour                          | Primož Roglič        |                     |
| 2 de mar                        | Bélgica                 | Omloop Het Nieuwsblad             | Zdeněk Štybar        |                     |
| 9 de mar                        | Italia                  | Strade Bianche                    | Julian Alaphilippe   |                     |
| 10 – 17 de marzo                | Francia                 | París-Niza                        | Egan Bernal          |                     |
| 13 – 19 de marzo                | Italia                  | Tirreno-Adriático                 | Primož Roglič        |                     |
| 23 de mar                       | Italia                  | Milán-San Remo                    | Julian Alaphilippe   |                     |
| 25 – 31 de marzo                | España                  | Volta a Cataluña                  | Miguel Ángel López   |                     |
| 27 de mar                       | Bélgica                 | Clásica Brujas-La Panne           | Dylan Groenewegen    |                     |
| 29 de mar                       | Bélgica                 | E3 Saxo Classic                   | Zdeněk Štybar        |                     |
| 31 de mar                       | Bélgica                 | Gante-Wevelgem                    | Alexander Kristoff   |                     |
| 3 de abr                        | Bélgica                 | A través de Flandes               | Mathieu van der Poel |                     |
| 7 de abr                        | Bélgica                 | Tour de Flandes                   | Alberto Bettiol      |                     |
| 8 – 13 de abril                 | España                  | Vuelta al País Vasco              | Ion Izagirre         |                     |
| 14 de abr                       | Francia                 | París-Roubaix                     | Philippe Gilbert     |                     |
| 16 – 21 de abril                | Turquía                 | Tour de Turquía                   | Felix Großschartner  |                     |
| 21 de abr                       | Países Bajos            | Amstel Gold Race                  | Mathieu van der Poel |                     |
| 24 de abr                       | Bélgica                 | Flecha Valona                     | Julian Alaphilippe   |                     |
| 28 de abr                       | Bélgica                 | Lieja-Bastoña-Lieja               | Jakob Fuglsang       |                     |
| 30 de abril – 5 de mayo         | Suiza                   | Tour de Romandía                  | Primož Roglič        |                     |
| 1 de may                        | Alemania                | Gran Premio de Fráncfort          | Pascal Ackermann     |                     |
| 11 de mayo – 2 de junio         | Italia                  | Giro de Italia                    | Richard Carapaz      |                     |
| 12 – 18 de mayo                 | Estados Unidos          | Tour de California                | Tadej Pogačar        |                     |
| 9 – 16 de junio                 | Francia                 | Critérium del Dauphiné            | Jakob Fuglsang       |                     |
| 15 – 23 de junio                | Suiza                   | Vuelta a Suiza                    | Egan Bernal          |                     |
| 6 – 28 de julio                 | Francia                 | Tour de Francia                   | Egan Bernal          |                     |
| 3 de ago                        | España                  | Clásica San Sebastián             | Remco Evenepoel      |                     |
| 3 – 9 de agosto                 | Polonia                 | Tour de Polonia                   | Pavel Sivakov        |                     |
| 4 de ago                        | Reino Unido             | RideLondon-Surrey Classic         | Elia Viviani         |                     |
| 12 – 18 de agosto               | Bélgica                 | Benelux Tour                      | Laurens De Plus      |                     |
| 24 de agosto – 15 de septiembre | España                  | Vuelta a España                   | Primož Roglič        |                     |
| 25 de ago                       | Alemania                | EuroEyes Cyclassics               | Elia Viviani         |                     |
| 1 de sep                        | Francia                 | Bretagne Classic                  | Sep Vanmarcke        |                     |
| 13 de sep                       | Canadá                  | Gran Premio de Quebec             | Michael Matthews     |                     |
| 15 de sep                       | Canadá                  | Gran Premio de Montreal           | Greg Van Avermaet    |                     |
| 12 de oct                       | Italia                  | Giro de Lombardía                 | Bauke Mollema        |                     |
| 17 – 22 de octubre              | República Popular China | Tour de Guangxi                   | Enric Mas            |                     |

## Clasificaciones Ranking Mundial (UCI World Ranking)
Esta es la clasificación oficial del Ranking Mundial (UCI World Ranking) 2019 tras la disputa del Tour de Guangxi:
Nota: ver Baremos de puntuación

### Clasificación individual
| Clasificación |                    |                       |         |
| Ciclista      | Ciclista           | Equipo                | Puntos  |
| ------------- | ------------------ | --------------------- | ------- |
| 1.º           | Primož Roglič      | Jumbo-Visma           | 4705,28 |
| 2.º           | Julian Alaphilippe | Deceuninck-Quick Step | 3569,95 |
| 3.º           | Jakob Fuglsang     | Astana                | 3472,5  |
| 4.º           | Egan Bernal        | INEOS                 | 3346,75 |
| 5.º           | Alejandro Valverde | Movistar              | 3297    |
| 6.º           | Greg Van Avermaet  | CCC                   | 2947,33 |
| 7.º           | Pascal Ackermann   | Bora-Hansgrohe        | 2538    |
| 8.º           | Alexander Kristoff | UAE Emirates          | 2484,5  |
| 9.º           | Elia Viviani       | Deceuninck-Quick Step | 2392,12 |
| 10.º          | Peter Sagan        | Bora-Hansgrohe        | 2232    |

| Posiciones 11º al 20º | Posiciones 11º al 20º | Posiciones 11º al 20º | Posiciones 11º al 20º |
| --------------------- | --------------------- | --------------------- | --------------------- |
| 11.º                  | Bauke Mollema         | Trek-Segafredo        | 2220                  |
| 12.º                  | Mathieu van der Poel  | Corendon-Circus       | 2205                  |
| 13.º                  | Diego Ulissi          | UAE Emirates          | 2084                  |
| 14.º                  | Oliver Naesen         | AG2R La Mondiale      | 2072                  |
| 15.º                  | Tadej Pogačar         | UAE Emirates          | 2065,33               |
| 16.º                  | Emanuel Buchmann      | Bora-Hansgrohe        | 2043                  |
| 17.º                  | Tim Wellens           | Lotto Soudal          | 1936,18               |
| 18.º                  | Adam Yates            | Mitchelton-Scott      | 1927,57               |
| 19.º                  | Matteo Trentin        | Mitchelton-Scott      | 1920                  |
| 20.º                  | Caleb Ewan            | Lotto Soudal          | 1845                  |

### Clasificación mundial de carreras de un día
| Clasificación |                      |                       |        |
| Ciclista      | Ciclista             | Equipo                | Puntos |
| ------------- | -------------------- | --------------------- | ------ |
| 1.º           | Greg Van Avermaet    | CCC                   | 2350   |
| 2.º           | Alexander Kristoff   | UAE Emirates          | 2074   |
| 3.º           | Julian Alaphilippe   | Deceuninck-Quick Step | 1847   |
| 4.º           | Jakob Fuglsang       | Astana                | 1845   |
| 5.º           | Mathieu van der Poel | Corendon-Circus       | 1830   |
| 6.º           | Pascal Ackermann     | Bora-Hansgrohe        | 1785   |
| 7.º           | Bauke Mollema        | Trek-Segafredo        | 1690   |
| 8.º           | Elia Viviani         | Deceuninck-Quick Step | 1630   |
| 9.º           | Oliver Naesen        | AG2R La Mondiale      | 1597   |
| 10.º          | Peter Sagan          | Bora-Hansgrohe        | 1507   |

### Clasificación mundial de carreras por etapas
| Clasificación |                    |                       |         |
| Ciclista      | Ciclista           | Equipo                | Puntos  |
| ------------- | ------------------ | --------------------- | ------- |
| 1.º           | Primož Roglič      | Jumbo-Visma           | 4005,28 |
| 2.º           | Egan Bernal        | INEOS                 | 2606,75 |
| 3.º           | Alejandro Valverde | Movistar              | 1858    |
| 4.º           | Nairo Quintana     | Movistar              | 1830    |
| 5.º           | Tadej Pogačar      | UAE Emirates          | 1811    |
| 6.º           | Julian Alaphilippe | Deceuninck-Quick Step | 1694,95 |
| 7.º           | Jakob Fuglsang     | Astana                | 1627,5  |
| 8.º           | Emanuel Buchmann   | Bora-Hansgrohe        | 1603    |
| 9.º           | Richard Carapaz    | Movistar              | 1602    |
| 10.º          | Adam Yates         | Mitchelton-Scott      | 1432,57 |

### Clasificación por equipos
| Clasificación |                       |          |
| Equipo        | Equipo                | Puntos   |
| ------------- | --------------------- | -------- |
| 1.º           | Deceuninck-Quick Step | 14835,15 |
| 2.º           | Bora-Hansgrohe        | 14192,86 |
| 3.º           | Jumbo-Visma           | 13128,07 |
| 4.º           | UAE Emirates          | 11765,33 |
| 5.º           | Astana                | 11474,5  |
| 6.º           | INEOS                 | 10547,08 |
| 7.º           | Movistar              | 10398    |
| 8.º           | Mitchelton-Scott      | 9093,74  |
| 9.º           | Lotto Soudal          | 8741,94  |
| 10.º          | Trek-Segafredo        | 8248     |

### Clasificación por países
| Clasificación |              |          |
| País          | País         | Puntos   |
| ------------- | ------------ | -------- |
| 1.º           | Bélgica      | 13491,09 |
| 2.º           | Italia       | 11747,48 |
| 3.º           | Países Bajos | 11388,14 |
| 4.º           | Francia      | 10909,95 |
| 5.º           | Colombia     | 10710,71 |
| 6.º           | España       | 10039,62 |
| 7.º           | Eslovenia    | 9521,4   |
| 8.º           | Alemania     | 9373,33  |
| 9.º           | Australia    | 8820,45  |
| 10.º          | Dinamarca    | 8138,19  |

## Progreso de las clasificaciones
| Carrera (Vencedor)                               | Clasificación individual | Clasificación por equipos |
| ------------------------------------------------ | ------------------------ | ------------------------- |
| Tour Down Under (Daryl Impey)                    | Alejandro Valverde       | Deceuninck-Quick Step     |
| Cadel Evans Great Ocean Road Race (Elia Viviani) | Alejandro Valverde       | Deceuninck-Quick Step     |
| UAE Tour (Primož Roglič)                         | Alejandro Valverde       | Deceuninck-Quick Step     |
| Omloop Het Nieuwsblad (Zdeněk Štybar)            | Alejandro Valverde       | Deceuninck-Quick Step     |
| Strade Bianche (Julian Alaphilippe)              | Alejandro Valverde       | Deceuninck-Quick Step     |
| París-Niza (Egan Bernal)                         | Alejandro Valverde       | Deceuninck-Quick Step     |
| Tirreno-Adriático (Primož Roglič)                | Julian Alaphilippe       | Deceuninck-Quick Step     |
| Milán-San Remo (Julian Alaphilippe)              | Julian Alaphilippe       | Deceuninck-Quick Step     |
| Tres Días de Brujas-La Panne (Dylan Groenewegen) | Julian Alaphilippe       | Deceuninck-Quick Step     |
| E3 BinckBank Classic (Zdeněk Štybar)             | Julian Alaphilippe       | Deceuninck-Quick Step     |
| Volta a Cataluña (Miguel Ángel López)            | Julian Alaphilippe       | Deceuninck-Quick Step     |
| Gante-Wevelgem (Alexander Kristoff)              | Julian Alaphilippe       | Deceuninck-Quick Step     |
| A través de Flandes (Mathieu van der Poel)       | Julian Alaphilippe       | Deceuninck-Quick Step     |
| Tour de Flandes (Alberto Bettiol)                | Julian Alaphilippe       | Deceuninck-Quick Step     |
| Vuelta al País Vasco (Ion Izagirre)              | Julian Alaphilippe       | Deceuninck-Quick Step     |
| París-Roubaix (Philippe Gilbert)                 | Julian Alaphilippe       | Deceuninck-Quick Step     |
| Tour de Turquía (Felix Großschartner)            | Julian Alaphilippe       | Deceuninck-Quick Step     |
| Amstel Gold Race (Mathieu van der Poel)          | Julian Alaphilippe       | Deceuninck-Quick Step     |
| Flecha Valona (Julian Alaphilippe)               | Julian Alaphilippe       | Deceuninck-Quick Step     |
| Lieja-Bastoña-Lieja (Jakob Fuglsang)             | Julian Alaphilippe       | Deceuninck-Quick Step     |
| Gran Premio de Fráncfort (Pascal Ackermann)      | Julian Alaphilippe       | Deceuninck-Quick Step     |
| Tour de Romandía (Primož Roglič)                 | Julian Alaphilippe       | Deceuninck-Quick Step     |
| Tour de California (Tadej Pogačar)               | Julian Alaphilippe       | Deceuninck-Quick Step     |
| Giro de Italia (Richard Carapaz)                 | Julian Alaphilippe       | Deceuninck-Quick Step     |
| Critérium del Dauphiné (Jakob Fuglsang)          | Julian Alaphilippe       | Deceuninck-Quick Step     |
| Vuelta a Suiza (Egan Bernal)                     | Julian Alaphilippe       | Deceuninck-Quick Step     |
| Tour de Francia (Egan Bernal)                    | Julian Alaphilippe       | Deceuninck-Quick Step     |
| Clásica de San Sebastián (Remco Evenepoel)       | Julian Alaphilippe       | Deceuninck-Quick Step     |
| RideLondon-Surrey Classic (Elia Viviani)         | Julian Alaphilippe       | Deceuninck-Quick Step     |
| Tour de Polonia (Pavel Sivakov)                  | Julian Alaphilippe       | Deceuninck-Quick Step     |
| BinckBank Tour (Laurens De Plus)                 | Julian Alaphilippe       | Deceuninck-Quick Step     |
| EuroEyes Cyclassics (Elia Viviani)               | Julian Alaphilippe       | Deceuninck-Quick Step     |
| Bretagne Classic (Sep Vanmarcke)                 | Julian Alaphilippe       | Deceuninck-Quick Step     |
| Gran Premio de Quebec (Michael Matthews)         | Primož Roglič            | Deceuninck-Quick Step     |
| Vuelta a España (Primož Roglič)                  | Primož Roglič            | Deceuninck-Quick Step     |
| Gran Premio de Montreal (Greg Van Avermaet)      | Primož Roglič            | Deceuninck-Quick Step     |
| Giro de Lombardía (Bauke Mollema)                | Primož Roglič            | Deceuninck-Quick Step     |
| Tour de Guangxi (Enric Mas)                      | Primož Roglič            | Deceuninck-Quick Step     |

## Victorias en el WorldTour

### Victorias por corredor
- Notas: En amarillo corredores de equipos de categoría Profesional Continental, Continental y selecciones nacionales.

Incluye victorias en prólogos.
| Posición | Ciclista               | Equipo                        | Etapa | Clásica | General | Total |
| -------- | ---------------------- | ----------------------------- | ----- | ------- | ------- | ----- |
| 1.º      | Sam Bennett            | Bora-Hansgrohe                | 11    | -       | -       | 11    |
| 1.º      | Primož Roglič          | Jumbo-Visma                   | 7     | -       | 4       | 11    |
| 3.º      | Julian Alaphilippe     | Deceuninck-Quick Step         | 6     | 3       | -       | 9     |
| 3.º      | Elia Viviani           | Deceuninck-Quick Step         | 6     | 3       | -       | 9     |
| 5.º      | Caleb Ewan             | Lotto Soudal                  | 8     | -       | -       | 8     |
| 6.º      | Pascal Ackermann       | Bora-Hansgrohe                | 6     | 1       | -       | 7     |
| 7.º      | Tadej Pogačar          | UAE Emirates                  | 4     | -       | 1       | 5     |
| 8.º      | Maximilian Schachmann  | Bora-Hansgrohe                | 4     | -       | -       | 4     |
| 8.º      | Peter Sagan            | Bora-Hansgrohe                | 4     | -       | -       | 4     |
| 8.º      | Dylan Groenewegen      | Jumbo-Visma                   | 3     | 1       | -       | 4     |
| 8.º      | Egan Bernal            | INEOS                         | 1     | -       | 3       | 4     |
| 8.º      | Jakob Fuglsang         | Astana                        | 2     | 1       | 1       | 4     |
| 8.º      | Fabio Jakobsen         | Deceuninck-Quick Step         | 4     | -       | -       | 4     |
| 8.º      | Fernando Gaviria       | UAE Emirates                  | 4     | -       | -       | 4     |
| 15.º     | Richard Carapaz        | Movistar                      | 2     | -       | 1       | 3     |
| 15.º     | Daryl Impey            | Mitchelton-Scott              | 2     | -       | 1       | 3     |
| 15.º     | Wout van Aert          | Jumbo-Visma                   | 3     | -       | -       | 3     |
| 15.º     | Simon Yates            | Mitchelton-Scott              | 3     | -       | -       | 3     |
| 15.º     | Philippe Gilbert       | Deceuninck-Quick Step         | 2     | 1       | -       | 3     |
| 15.º     | Michael Matthews       | Sunweb                        | 2     | 1       | -       | 3     |
| 21.º     | Zdeněk Štybar          | Deceuninck-Quick Step         | -     | 2       | -       | 2     |
| 21.º     | Miguel Ángel López     | Astana                        | 1     | -       | 1       | 2     |
| 21.º     | Adam Yates             | Mitchelton-Scott              | 2     | -       | -       | 2     |
| 21.º     | Ion Izagirre           | Astana                        | 1     | -       | 1       | 2     |
| 21.º     | Felix Großschartner    | Bora-Hansgrohe                | 1     | -       | 1       | 2     |
| 21.º     | Mathieu van der Poel   | Corendon-Circus               | -     | 2       | -       | 2     |
| 21.º     | Pello Bilbao           | Astana                        | 2     | -       | -       | 2     |
| 21.º     | Dylan Teuns            | Bahrain Merida                | 2     | -       | -       | 2     |
| 21.º     | Thomas de Gendt        | Lotto Soudal                  | 2     | -       | -       | 2     |
| 21.º     | Luka Mezgec            | Mitchelton-Scott              | 2     | -       | -       | 2     |
| 21.º     | Nairo Quintana         | Movistar                      | 2     | -       | -       | 2     |
| 21.º     | Alejandro Valverde     | Movistar                      | 2     | -       | -       | 2     |
| 21.º     | Rémi Cavagna           | Deceuninck-Quick Step         | 2     | -       | -       | 2     |
| 21.º     | Enric Mas              | Deceuninck-Quick Step         | 1     | -       | 1       | 2     |
| 35.º     | Patrick Bevin          | CCC                           | 1     | -       | -       | 1     |
| 35.º     | Jasper Philipsen       | UAE Emirates                  | 1     | -       | -       | 1     |
| 35.º     | Richie Porte           | Trek-Segafredo                | 1     | -       | -       | 1     |
| 35.º     | Magnus Cort            | Astana                        | 1     | -       | -       | 1     |
| 35.º     | Alexey Lutsenko        | Astana                        | 1     | -       | -       | 1     |
| 35.º     | Daniel Felipe Martínez | EF Education First            | 1     | -       | -       | 1     |
| 35.º     | Victor Campenaerts     | Lotto Soudal                  | 1     | -       | -       | 1     |
| 35.º     | Davide Formolo         | Bora-Hansgrohe                | 1     | -       | -       | 1     |
| 35.º     | Alexander Kristoff     | UAE Emirates                  | -     | 1       | -       | 1     |
| 35.º     | Alberto Bettiol        | EF Education First            | -     | 1       | -       | 1     |
| 35.º     | Emanuel Buchmann       | Bora-Hansgrohe                | 1     | -       | -       | 1     |
| 35.º     | Jan Tratnik            | Bahrain Merida                | 1     | -       | -       | 1     |
| 35.º     | Stefan Küng            | Groupama-FDJ                  | 1     | -       | -       | 1     |
| 35.º     | David Gaudu            | Groupama-FDJ                  | 1     | -       | -       | 1     |
| 35.º     | Kasper Asgreen         | Deceuninck-Quick Step         | 1     | -       | -       | 1     |
| 35.º     | Fausto Masnada         | Androni Giocattoli-Sidermec   | 1     | -       | -       | 1     |
| 35.º     | Iván García Cortina    | Bahrain Merida                | 1     | -       | -       | 1     |
| 35.º     | Cees Bol               | Sunweb                        | 1     | -       | -       | 1     |
| 35.º     | Arnaud Démare          | Groupama-FDJ                  | 1     | -       | -       | 1     |
| 35.º     | Cesare Benedetti       | Bora-Hansgrohe                | 1     | -       | -       | 1     |
| 35.º     | Ilnur Zakarin          | Katusha-Alpecin               | 1     | -       | -       | 1     |
| 35.º     | Dario Cataldo          | Astana                        | 1     | -       | -       | 1     |
| 35.º     | Giulio Ciccone         | Trek-Segafredo                | 1     | -       | -       | 1     |
| 35.º     | Nans Peters            | AG2R La Mondiale              | 1     | -       | -       | 1     |
| 35.º     | Damiano Cima           | Nippo-Vini Fantini-Faizanè    | 1     | -       | -       | 1     |
| 35.º     | Esteban Chaves         | Mitchelton-Scott              | 1     | -       | -       | 1     |
| 35.º     | Chad Haga              | Sunweb                        | 1     | -       | -       | 1     |
| 35.º     | Edvald Boasson Hagen   | Dimension Data                | 1     | -       | -       | 1     |
| 35.º     | Wout Poels             | INEOS                         | 1     | -       | -       | 1     |
| 35.º     | Rohan Dennis           | Bahrain Merida                | 1     | -       | -       | 1     |
| 35.º     | Dylan van Baarle       | INEOS                         | 1     | -       | -       | 1     |
| 35.º     | Luis León Sánchez      | Astana                        | 1     | -       | -       | 1     |
| 35.º     | Antwan Tolhoek         | Jumbo-Visma                   | 1     | -       | -       | 1     |
| 35.º     | Yves Lampaert          | Deceuninck-Quick Step         | 1     | -       | -       | 1     |
| 35.º     | Hugh Carthy            | EF Education First            | 1     | -       | -       | 1     |
| 35.º     | Mike Teunissen         | Jumbo-Visma                   | 1     | -       | -       | 1     |
| 35.º     | Thibaut Pinot          | Groupama-FDJ                  | 1     | -       | -       | 1     |
| 35.º     | Matteo Trentin         | Mitchelton-Scott              | 1     | -       | -       | 1     |
| 35.º     | Vincenzo Nibali        | Bahrain Merida                | 1     | -       | -       | 1     |
| 35.º     | Remco Evenepoel        | Deceuninck-Quick Step         | -     | 1       | -       | 1     |
| 35.º     | Jonas Vingegaard       | Jumbo-Visma                   | 1     | -       | -       | 1     |
| 35.º     | Matej Mohorič          | Bahrain Merida                | 1     | -       | -       | 1     |
| 35.º     | Pavel Sivakov          | INEOS                         | -     | -       | 1       | 1     |
| 35.º     | Tim Wellens            | Lotto Soudal                  | 1     | -       | -       | 1     |
| 35.º     | Álvaro Hodeg           | Deceuninck-Quick Step         | 1     | -       | -       | 1     |
| 35.º     | Filippo Ganna          | INEOS                         | 1     | -       | -       | 1     |
| 35.º     | Oliver Naesen          | AG2R La Mondiale              | 1     | -       | -       | 1     |
| 35.º     | Laurens De Plus        | Jumbo-Visma                   | -     | -       | 1       | 1     |
| 35.º     | Ángel Madrazo          | Burgos-BH                     | 1     | -       | -       | 1     |
| 35.º     | Jesús Herrada          | Cofidis, Solutions Crédits    | 1     | -       | -       | 1     |
| 35.º     | Nikias Arndt           | Sunweb                        | 1     | -       | -       | 1     |
| 35.º     | Sep Vanmarcke          | EF Education First            | -     | 1       | -       | 1     |
| 35.º     | Mikel Iturria          | Euskadi Basque Country-Murias | 1     | -       | -       | 1     |
| 35.º     | Sepp Kuss              | Jumbo-Visma                   | 1     | -       | -       | 1     |
| 35.º     | Sergio Higuita         | EF Education First            | 1     | -       | -       | 1     |
| 35.º     | Greg Van Avermaet      | CCC                           | -     | 1       | -       | 1     |
| 35.º     | Bauke Mollema          | Trek-Segafredo                | -     | 1       | -       | 1     |
| 35.º     | Daniel McLay           | EF Education First            | 1     | -       | -       | 1     |

### Victorias por equipo
- Notas: En amarillo equipos Profesionales Continentales.

Incluye victorias en CRE.
| Posición | Equipo                        | Victorias |
| -------- | ----------------------------- | --------- |
| 1.º      | Deceuninck-Quick Step         | 35        |
| 2.º      | Bora-Hansgrohe                | 31        |
| 3.º      | Jumbo-Visma                   | 25        |
| 4.º      | Astana                        | 15        |
| 5.º      | Mitchelton-Scott              | 13        |
| 6.º      | Lotto Soudal                  | 12        |
| 7.º      | UAE Emirates                  | 11        |
| 8.º      | INEOS                         | 8         |
| 9.º      | Bahrain Merida                | 7         |
| 9.º      | Movistar                      | 7         |
| 11.º     | Sunweb                        | 6         |
| 11.º     | EF Education First            | 6         |
| 13.º     | Groupama-FDJ                  | 4         |
| 14.º     | Trek-Segafredo                | 3         |
| 15.º     | AG2R La Mondiale              | 2         |
| 15.º     | Corendon-Circus               | 2         |
| 15.º     | CCC                           | 2         |
| 18.º     | Androni Giocattoli-Sidermec   | 1         |
| 18.º     | Katusha-Alpecin               | 1         |
| 18.º     | Nippo-Vini Fantini-Faizanè    | 1         |
| 18.º     | Dimension Data                | 1         |
| 18.º     | Burgos-BH                     | 1         |
| 18.º     | Cofidis, Solutions Crédits    | 1         |
| 18.º     | Euskadi Basque Country-Murias | 1         |

### Victorias por países
- Se incluyen las victorias en contrarreloj por equipos.

| Posición | País            | Victorias |
| -------- | --------------- | --------- |
| 1.º      | Eslovenia       | 20        |
| 2.º      | Italia          | 19        |
| 2.º      | Bélgica         | 19        |
| 4.º      | Países Bajos    | 18        |
| 5.º      | Colombia        | 16        |
| 6.º      | Francia         | 15        |
| 7.º      | Australia       | 14        |
| 8.º      | Alemania        | 13        |
| 8.º      | España          | 13        |
| 10.º     | Irlanda         | 11        |
| 11.º     | Dinamarca       | 7         |
| 11.º     | Reino Unido     | 7         |
| 13.º     | Eslovaquia      | 4         |
| 14.º     | Ecuador         | 3         |
| 14.º     | Sudáfrica       | 3         |
| 16.º     | República Checa | 2         |
| 16.º     | Austria         | 2         |
| 16.º     | Noruega         | 2         |
| 16.º     | Rusia           | 2         |
| 16.º     | Kazajistán      | 2         |
| 16.º     | Estados Unidos  | 2         |
| 22.º     | Nueva Zelanda   | 1         |
| 22.º     | Suiza           | 1         |